# Ward Kerremans
Ward Kerremans (Mechelen, 28 februari 1988) is een Belgisch acteur.

## Biografie
Ward Kerremans kreeg zijn toneelopleiding aan de Toneelacademie Maastricht, waar hij in 2014 afstudeerde.
In Vlaanderen werd hij bekend als de tv-presentator van het Ketnet-spelprogramma Kwiskwat. Verder speelde Kerremans op televisie onder meer Jasper 'Elvis' De Roeck in de VTM-telenovelle LouisLouise en kleinere rollen, zoals Gert Blondeel in de VTM-soap Familie. Vanaf augustus 2017 speelde Kerremans de crimineel Leon Vos in de Nederlandse misdaadserie Penoza. In 2021 werd hij door Adil El Arbi en Bilall Fallah gecast om de rol van JB (Jean-Baptiste) te spelen in de Vlaamse televisiereeks Grond. In 2022 speelde hij de hoofdrol in de televisiereeks Billie vs Benjamin als Benjamin Smits. In 2023 verschijnt de Nederlands-Belgische film Noise van regisseur Steffen Geypens, Kerremans zal hierin de hoofdrol vertolken.  In 2025 speelde Kerremans de rol als hoofdinspecteur Adams in de serie Dood Spoor, deze verscheen op Streamz. 

## Privé
Hij heeft een relatie met journaliste/presentatrice Danira Boukhriss. Met haar heeft hij een zoon.